# Bernabé Rivera (Uruguai)
Bernabé Rivera és una localitat del departament d'Artigas, al nord de l'Uruguai. Es troba 18 quilòmetres al nord de la ruta 30 i 28 quilòmetres al nord-oest de la ciutat d'Artigas, la capital del departament. Al nord limita amb la Cuchilla del Yacaré i al sud amb el rierol Tres Cruces. Va rebre la categoria de «poble» (pueblo) el 26 de maig de 1924 pel decret 7.720.

## Població
Segons les dades del cens de 2004, Bernabé Rivera tenia una població aproximada de 524 habitants.
| Any  | Població |
| ---- | -------- |
| 1963 | 688      |
| 1975 | 540      |
| 1985 | 461      |
| 1996 | 421      |
| 2004 | 524      |
| 2011 | 380      |

Font: Institut Nacional d'Estadística de l'Uruguai